# Tusukuru tamburinus
Tusukuru tamburinus là một loài nhện trong họ Linyphiidae.
Loài này thuộc chi Tusukuru. Tusukuru tamburinus được Kirill Yuryevich Eskov miêu tả năm 1993.